# 법무관리시스템
법무 관리 시스템(Judicial Affairs Management System, JAMS)은 자문, 계약, 소송 등 법적 업무 처리시 발생하는 정보를 관리하는 시스템이다.

## 목적
사후 법무를 예방법무로 전환하기 위하여, Off-Line상에 존재하는 법무 유관 정보를 전산화 한다는데 그 의의가 있다. 법무 관리 시스템 구축의 주 목적은 아래와 같다.
1. 업무 표준화
2. 반복 업무 탈피
3. 의사결정 지원
4. 지식경영 기반 마련
5. 업무누락 방지

## 관리영역
법무 관리 시스템의 일반적인 관리 영역은 다음과 같다.
1. 자문관리
2. 계약관리
3. 소송관리(심급정보, 서면/소장/판결문, 기일, 승소금/패소금, 공탁 등)
4. 지적재산권관리(특허, 실용신안, 디자인 등)
5. 인장관리
6. 의뢰자관리
7. 로펌/변호사관리
8. 감사/이사회
9. 사규관리
10. 부동산,채권,담보관리
11. 비용관리(자문/소송/개약 등)
12. 준법관리(Compliance)
13. 보험관리
14. 중재
15. 클래임

## 사용 주체에 따른 법무시스템 분류
사용 주체에 따른 법무시스템의 일반적인 분류는 다음과 같다.
- 법률사무소(로펌)법무관리시스템
- 기업법무관리시스템
- 공공법무관리시스템

## 법무관리시스템 종류
- 코로(Colaw)[깨진 링크(과거 내용 찾기)]
- 로폼비즈니스